# كاليب كار (سياسي)
كاليب كار (بالإنجليزية: Caleb Carr) هو سياسي أمريكي، ولد في 1624، وتوفي في 17 ديسمبر 1695 في نيوبورت في الولايات المتحدة بسبب غرق.